# Триптамін
Триптамін — моноаминний алкалоїд, похідне індолу, хімічна назва: 2-(1H-індол-3-іл)етанамін. Триптамін виявляється в рослинах і організмах тварин. Хімічно схожий з амінокислотою триптофаном. Похідні триптамінів відіграють важливу роль в життєдіяльності живих організмів.

## Біологічна роль
Триптамін є проміжною ланкою при біосинтезі більшості індольних алкалоїдів і алкалоїдів групи хініну. Також передбачається, що триптамін грає роль нейромедіатора в головному мозку ссавців.

## Отримання
Може бути отриманий декарбоксилюванням триптофану.

## Похідні триптамінів
Більшість похідних триптаміну виявляють психоактивні властивості. Одним з відомих похідних триптаміну є серотонін, найважливіший нейромедіатор і гормон.
| Скорочена назва | Rα | R4     | R5   | RN1   | RN2 | Повна назва                         |
| --------------- | -- | ------ | ---- | ----- | --- | ----------------------------------- |
| Серотонін       | H  | H      | OH   | H     | H   | 5-гідрокситриптамін                 |
| DMT             | H  | H      | H    | CH3   | CH3 | N,N-диметилтриптаміин               |
| Мелатонін       | H  | H      | OCH3 | COCH3 | H   | 5-метокси-N-ацетилтриптамін         |
| Буфотенін       | H  | H      | OH   | CH3   | CH3 | 5-гідроксиі-N,N-диметилтриптамін    |
| 5-MeO-DMT       | H  | H      | OCH3 | CH3   | CH3 | 5-метокси-N,N-диметилтриптамін      |
| Псилоцин        | H  | OH     | H    | CH3   | CH3 | 4-гидрокси-N,N-диметилтриптамін     |
| Псилоцибін      | H  | OPO3H2 | H    | CH3   | CH3 | 4-фосфорилокси-N,N-диметилтриптамін |

| Скорочена назва | Rα     | R4 | R5       | RN1       | RN2       | Повна назва                                |
| --------------- | ------ | -- | -------- | --------- | --------- | ------------------------------------------ |
| AET             | CH2CH3 | H  | H        | H         | H         | α-етилтриптамін                            |
| AMT             | CH3    | H  | H        | H         | H         | α-метилтриптамін                           |
| DET             | H      | H  | H        | CH2CH3    | CH2CH3    | N,N-диетилтриптамін                        |
| DiPT            | H      | H  | H        | CH(CH3)2  | CH(CH3)2  | N,N-диизопропилтриптамін                   |
| DPT             | H      | H  | H        | CH2CH2CH3 | CH2CH2CH3 | N,N-дипропилтриптамін                      |
| 5-MeO-AMT       | CH3    | H  | OCH3     | H         | H         | 5-метокси-α-метилтриптаміин                |
| Етоцин          | H      | OH | H        | CH2CH3    | CH2CH3    | 4-гідрокси-N,N-диэтилтриптамін             |
| Іпроцин         | H      | OH | H        | CH(CH3)2  | CH(CH3)2  | 4-гідрокси-N,N-диизопропилтриптамін        |
| Міпроцин        | H      | OH | H        | CH(CH3)2  | CH3       | 4-гідрокси-N-ізопропил-N-метилтриптамін    |
| 5-MeO-DiPT      | H      | H  | OCH3     | CH(CH3)2  | CH(CH3)2  | 5-метокси-N,N-диизопропилтриптаміин        |
| Суматриптан     | H      | H  | SO2NHCH3 | CH3       | CH3       | 5-метиламіносульфонил-N,N-диметилтриптамін |